# Sylvio Hodos
Sylvio Hodos (né le 11 octobre 1947 à Oradea en Roumanie) est un athlète français, spécialiste des épreuves combinées.

## Biographie
Il est sacré champion de France du décathlon en 1970 à Colombes.
Son record personnel au décathlon est de 7 265 points (1974).